# Alberto Ortega Martín

Erzbischofswappen von Alberto Ortega Martín

Alberto Ortega Martín (* 14. November 1962 in Madrid, Spanien) ist ein spanischer Geistlicher, römisch-katholischer Erzbischof und Diplomat des Heiligen Stuhls.

## Leben
Alberto Ortega Martín empfing am 28. April 1990 das Sakrament der Priesterweihe für das Erzbistum Madrid. Er gehört der Bewegung Comunione e Liberazione (CL) an. Er studierte Philosophie und Theologie und promovierte in Kirchenrecht. Am 1. Juli 1997 trat er in den diplomatischen Dienst des Heiligen Stuhls ein. Ortega Martín war Nuntiaturberater in Nicaragua, Südafrika, im Libanon und beim Staatssekretariat des Heiligen Stuhls. 2007 wurde er Direktor im Staatssekretariat für Nordafrika und der arabischen Halbinsel. Er koordinierte in der Sektion der Beziehungen mit den Staaten des Staatssekretariats als Botschaftsrats unter anderem die Verhandlungen mit Israel und den Palästinensern.
Am 1. August 2015 ernannte ihn Papst Franziskus zum Titularerzbischof von Midila und bestellte ihn zum Apostolischen Nuntius in Jordanien und im Irak. Die Bischofsweihe spendete ihm Kardinalstaatssekretär Pietro Parolin am 10. Oktober desselben Jahres. Mitkonsekratoren waren Kurienerzbischof Paul Gallagher und der Erzbischof von Madrid, Carlos Osoro Sierra.
Am 7. Oktober 2019 ernannte ihn Papst Franziskus zum Apostolischen Nuntius in Chile. Am 14. Mai 2024 ernannte ihn der Papst zum Apostolischen Nuntius in Venezuela.